# Tổ chức Khí tượng Quốc tế
Tổ chức Khí tượng Quốc tế (tiếng Anh: International Meteorological Organization) (1873–1953) là tổ chức đầu tiên được thành lập với mục đích trao đổi thông tin thời tiết giữa các quốc gia trên thế giới. Các nước nhận ra rằng các hệ thống thời tiết di chuyển xuyên biên giới mọi quốc gia; vì vậy, để dự báo thời tiết thì cần phải nắm bắt thông tin về áp suất, nhiệt độ, lượng mưa,...

## Lịch sử
Vào thế kỷ 18, mặc dù con người đã có những bước tiến đáng kể trong lĩnh vực khí tượng học nhưng ông Matthew Fontaine Maury, nhà khí tượng học của Hải quân Hoa Kỳ, vẫn thúc đẩy việc tổ chức một hội nghị thực sự và đầu tiên bàn về Khí tượng Quốc tế từ cuối tháng 8 đến đầu tháng 9 năm 1853. Hội nghị mở màn tại Bruxelles, Bỉ vào ngày 23 tháng 8 năm 1853 với sự hiện diện của Bộ trưởng Bộ Nội vụ M. Piercot. Sau đây là bảng liệt kê danh sách các quan chức tham dự Hội nghị và các chính phủ mà họ đại diện:
| Quan chức tham dự | Đại diện cho chính phủ              |
| --- | ----------------------------------- |
| Frederick William Beechey, hạm trưởng (captain) Hải quân Hoàng gia Anh và là thành viên của Bộ Hải quân (Naval Department); Henry James, hạm trưởng kĩ sư hoàng gia                                                                                          | Vương quốc Liên hiệp Anh và Ireland |
| Adolphe Quetelet, giám đốc Đài quan sát Hoàng gia Bỉ và tổng thư ký của Học viện Hoàng gia về Khoa học, Nhân văn và Mĩ thuật (Academie royale des sciences, des lettres et des beaux-arts) cùng Victor Lahure, hạm trưởng (captain) và tổng chỉ huy hải quân | Bỉ                                  |
| J. De Mattos Corroêa, captain-lieutenant hải quân hoàng gia | Bồ Đào Nha                          |
| P. Rothe, hạm trưởng (captain) hải quân | Đan Mạch                            |
| Marin H. Jansen, đại uý (lieutenant) hải quân hoàng gia | Hà Lan                              |
| Matthew Fontaine Maury, đại uý (lieutenant) hải quân | Hoa Kỳ                              |
| Nils Ihlen, đại uý (lieutenant) hải quân hoàng gia | Na Uy                               |
| Alexis Gorkovenko, captain-lieutenant hải quân đế chế | Đế quốc Nga                         |
| A. De la Marche, kĩ sư thủy văn học của hải quân hoàng gia | Đế chế Pháp thứ hai                 |
| Carl Anton Pettersson, first lieutenant hải quân hoàng gia | Thuỵ Điển                           |

Sáng kiến của Maury được tiếp nối bằng Đại hội Khí tượng Quốc tế tại Viên, Áo, vào tháng 9 năm 1873. Các đoàn tham dự đã đồng ý chuẩn bị thành lập Tổ chức Khí tượng Quốc tế (viết tắt là IMO trong tiếng Anh). Theo đó, mỗi thành viên của tổ chức sẽ là người đứng đầu dịch vụ khí tượng của từng quốc gia. Một Uỷ ban Khí tượng Thường trực được thành lập, có chủ tịch là ông Buys Ballot, giám đốc Viện Khí tượng Hoàng gia Hà Lan.
Hội nghị lần thứ hai tổ chức tại Roma vào năm 1879 đã quyết định thành lập Tổ chức Khí tượng Quốc tế đồng thời bầu ra Uỷ ban Khí tượng Quốc tế để chuẩn bị cho Hội nghị các Nhà đứng đầu các Dịch vụ Khí tượng lần tới; tuy vậy, uỷ ban này không có nguồn ngân quỹ riêng. Ngoài ra, các nhà đứng đầu cơ quan khí tượng mỗi nước còn đồng ý cùng cộng tác nghiên cứu dự án Năm Quốc tế về Cực (1882-1883). Năm 1889, Bảng Số liệu Khí tượng Quốc tế đầu tiên được xuất bản.
Hội nghị các Nhà đứng đầu năm 1891 được tổ chức tại München. Cơ cấu của tổ chức tiếp tục được kiện toàn với việc bầu ra Ban Chấp hành và quyết định thành lập Hội đồng Địa từ học.
Hội nghị các Nhà đứng đầu năm 1896 được tổ chức tại Paris đã thành lập thêm hai Hội đồng là Hội đồng Bức xạ và Bức xạ Mặt trời cùng Hội đồng Hàng không. Cũng trong năm này Tổ chức Khí tượng Quốc tế còn xuất bản Atlat Quốc tế về Mây đầu tiên.
Năm 1905, Hội nghị các Nhà đứng đầu được tổ chức tại Innsbruck. Ông Léon Teisserenc de Bort đã đệ trình một mạng lưới các trạm thời tiết toàn cầu dựa trên điện tín, tức Réseau Mondial. Sau khi đơn giản hoá ý tưởng của ông, Tổ chức Khí tượng Quốc tế quyết định rằng mạng lưới này cần thu thập, tính toán và phân phối số liệu áp suất, nhiệt độ và lượng mưa trung bình hàng tháng và hàng năm dựa trên mẫu số liệu được phân phối đều thu từ các trạm khí tượng mặt đất, thực chất là một cơ sở dữ liệu khí hậu toàn cầu. Tiêu chuẩn phân phối số liệu là: hai trạm trong mỗi tứ giác 10 vĩ độ/kinh độ. Từ đó suy ra, mạng lưới này bao gồm 500 trạm mặt đất trải dài trong phạm vi 80° vĩ Bắc và 61° vĩ Nam. Bộ số liệu hàng năm đầu tiên (của năm 1911) được cho ra mắt vào năm 1917.
Trong giai đoạn giữa hai cuộc chiến tranh thế giới, bốn Hội nghị các Nhà đứng đầu nữa được tổ chức lần lượt vào các năm 1919 (Paris), 1923 (Utrecht), 1929 (Copenhagen) và 1935 (Warszawa). Trước năm 1926, Tổ chức Khí tượng Quốc tế không có ai làm Thư ký thường trực; ngân sách hàng năm cũng không bao giờ vượt quá 20.000 Đô la Mỹ.
Đến năm 1946, Hội nghị các Nhà đứng đầu đã đi đến nhận thức về nhu cầu phải có một tổ chức được các chính phủ hỗ trợ. Công cuộc chuẩn bị tiếp tục diễn ra trong các hội nghị năm 1947 tại Washington, D.C. và năm 1961 tại Paris. Năm 1953, Liên Hợp Quốc thành lập Tổ chức Khí tượng Thế giới để kế thừa Tổ chức Khí tượng Quốc tế. Các thành viên của Tổ chức Khí tượng Thế giới là đại diện của các quốc gia có liên quan chứ không còn là đại diện của các dịch vụ dự báo thời tiết.

## Danh sách các chủ tịch
- Christophorus Henricus Didericus Buys Ballot (Hà Lan), 1873 - 1879
- Heinrich von Wild (Nga), 1879 - 1896
- Éleuthère Mascart (Pháp), 1896 - 1907
- William Napier Shaw (Vương quốc Liên hiệp Anh và Ireland), 1907 - 1923
- Ewoud van Everdingen (Hà Lan), 1923 - 1935
- Theodor Hesselberg (Na Uy), 1935 - 1946
- Sir Nelson King Johnson (Vương quốc Liên hiệp Anh và Bắc Ireland), 1946 - 1951